# А теперь суди…
«А теперь суди...» — советский художественный чёрно-белый фильм 1966 года режиссёра Владимира Довганя по пьесе Александра Корнейчука «Страницы дневника».

## Сюжет
Илларион Гроза возвращается с фронта и узнаёт, что его жена изменяла ему с итальянским офицером, который стал отцом их дочери Юльки. Илларион убивает жену и сталкивается с напряжёнными отношениями с дочерью. Жизнь художника Богутовского, плененного фальшивым искусством, также связана с тяжёлым прошлым. Писатель Искра, услышав историю Иллариона, осознаёт, что жизнь более сложна, чем он думал.

## Роли исполняют
- Пётр Глебов — Илларион Гроза
- Ирина Вавилова — Юля
- Георгий Жжёнов — Аркадий Искра
- Борис Ливанов — Богутовский
- Нинель Мышкова — Сашенька
- Геннадий Карнович-Валуа — Леонид
- Геннадий Юхтин — Макар

## Съёмочная группа
- Автор сценария: Александр Корнейчук
- Режиссёр-постановщик: Владимир Довгань
- Оператор-постановщик: Николай Топчий
- Художники-постановщики: Вульф Агранов, Олег Степаненко
- Композитор: Александр Билаш
- Автор текста песни: Михаил Ткач
- Звукооператор: Константин Коган
- Государственный симфонический оркестр УССР, дирижёр Стефан Турчак
- Хор Украинского радио, хормейстер Юрий Таранченко

## Съёмки
Съёмки фильма велись в Кременчуге.

## Премьера
Премьера фильма состоялась 10 сентября 1967 года в Москве. За первый год кинопроката картину посмотрели 10,5 млн зрителей.